# New Telegraph
El New Telegraph es un periódico nigeriano de circulación nacional, fundado en octubre de 2013 y circuló su primera edición el 2 de febrero de 2014. Cuenta con una tirada de hasta 100.000 copias por día y es considerado el principal periódico del país. Tiene su sede principal en Lagos y una subsidiaria en Abuya.
El New Telegraph está dirigido a los lectores nigerianos y extranjeros en los principales centros urbanos del país, y fue el primer periódico del país que contó con corresponsales propios en el extranjero, más específicamente en Washington y Bruselas.
Es el medio de comunicación pionero en la utilización de la caricatura editorial para ilustrar la actualidad nacional en Nigeria. Ha realizado varias investigaciones periodísticas, como la que reveló que debido a las irregularidades en el proceso de venta, los granos nigerianos se ven considerablemente más devaluados en los mercados internacionales.
El New Telegraph está presidido por el millonario senador Orji Uzor Kalu, y cuenta con destacados columnistas nacionales y extranjeros, incluido el abogado de derechos humanos, Emmanuel Onwe.